# Катастрофа самолёта Джона Кеннеди — младшего
Катастрофа самолёта Джона Кеннеди младшего — авиационная катастрофа, произошедшая в пятницу 16 июля 1999 года. Небольшой частный самолёт Piper PA-32R-301 Saratoga II, совершая рейс по маршруту Колдуэлл—Мартас-Винъярд—Хайаннис, рухнул в 21:41 в Атлантический океан при подлёте к острову Мартас-Винъярд (Массачусетс). Пилотом самолёта был сын 35-го президента США, известный американский журналист и адвокат Джон Кеннеди-младший, который летел со своей женой Кэролин Бессетт-Кеннеди и свояченицей (сестра жены) Лорен Бессетт. Все трое погибли, что привело к широкому резонансу, а в стране был объявлен национальный траур.
Данную катастрофу нередко связывают с так называемым «проклятием Кеннеди».

## Самолёт
Piper PA-32R-301 Saratoga II (регистрационный номер N9253N, заводской 32-13100) получил лётный сертификат 9 июня 1995 года, а 16 июня был продан компании «Skytech, Inc.», базирующейся в Балтиморе (Мэриленд). 5 января 1996 года борт N9253N перепродали компании «Poinciana LLC» из Уилмингтон (Северная Каролина). В мае 1998 года в ходе ежегодного (либо каждые 100 часов) осмотра самолёта, в двигателе, который на тот момент имел наработку 387,1 часов, на внутренней поверхности цилиндров обнаружили следы коррозии. Также следы точечной коррозии наблюдались и на поверхности нескольких толкателей клапанов. Тогда двигатель был отправлен в капитальный ремонт, где его разобрали, осмотрели, заменили некоторые детали на новые, после чего собрали вновь, а затем запустили в испытательной камере. Тесты были пройдены успешно, поэтому в июле 1998 года двигатель установили обратно на борт N9253N.
25 августа 1998 года самолёт приобрела компания «Raytheon Aircraft Company» (Уичито, Канзас), которая в тот же день перепродала его «Air Bound Aviation, Inc.» (Фэрфилд, Нью-Джерси). 27 августа его приобрёл частный пилот из Нью-Джерси. 16 апреля 1999 года самолёт был проверен комиссией из Федерального управления гражданской авиации и за исключением мелких недочётов его техническое состояние было оценено как очень хорошее. 28 апреля борт N9253N выкупила «Columbia Aircraft Sales, Inc.», которая в тот же день перепродала его обратно «Air Bound Aviation, Inc.», которая в свою очередь продала самолёт Джону Кеннеди-младшему. 18 июня самолёт, налетавший 622,8 часа, прошёл свой последний ежегодный осмотр. В ходе проверки выяснилось, что в регистрационной форме были неправильно указаны марка и модель самолёта, поэтому к эксплуатации борт N9253N был допущен только 25 июня, когда была получена новая регистрационная форма. 13 июля, то есть за три дня до катастрофы, по данным технического журнала самолёта были проверены колебания планового навигационного прибора и компаса. Налёт самолёта на тот момент не известен. На день катастрофы самолёт, согласно показаниям найденного среди обломков тахометра, налетал 663,5 часа. По имеющимся данным, до этого с бортом N9253N не было никаких происшествий.

## Сведения о пилоте

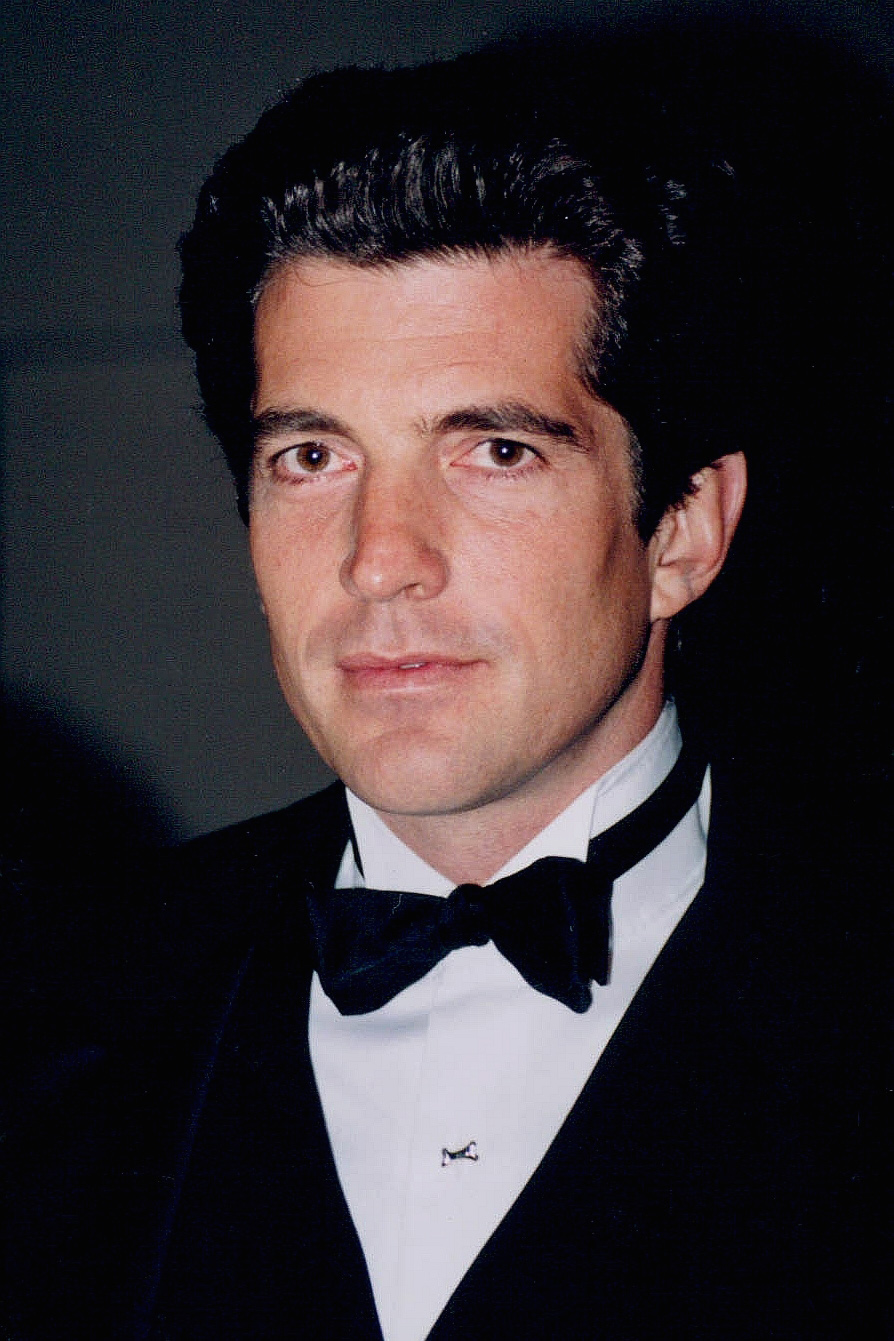
Пилот самолёта Джон Кеннеди-младший

Пилотом самолёта был 38-летний известный журналист и адвокат Джон Фицджеральд Кеннеди-младший (англ. John Fitzgerald Kennedy, Jr.), первый сын 35-го президента США Джона Фицджеральда Кеннеди (англ. John Fitzgerald Kennedy) (родился 25 ноября 1960 года). 4 октября 1982 года начал обучение на пилота-любителя и за последующие 6 лет проходил практику с шестью различными инструкторами. Его налёт за это период составил 47 часов, 46 из которых были в двойном экипаже с инструктором и 1 час — в одиночку. В период с сентября 1988 по декабрь 1997 года по имеющимся данным не летал, после чего в декабре 1997 года начал обучение на пилота-любителя в Веро-Бич (Флорида). В период до апреля 1998 года совершил полётов общей продолжительностью 53 часа, в том числе 43 часа с инструктором на борту. Позже на слушаниях инструктор оценил навыки Кеннеди как «очень хорошие». 22 апреля 1998 года Кеннеди сдал проверку на частного пилота одномоторных самолётов, после чего начал выполнять полёты на Cessna 182 как самостоятельно, так и с инструктором. Проходил подготовку на базе Million Air и нередко летал на их самолётах. За 1998 год его налёт составил 179 часов, из которых 65 часов были без инструктора. 12 марта 1999 года прошёл письменный экзамен в Федеральном управлении гражданской авиации, по результатам которого набрал 78 %.
5 апреля 1999 года начал обучение на полёты по приборам и завершил 11 из 25 уроков. В ходе данного обучения накопил 13,3 часа налёта и ещё 16,9 часа на тренажёрах. Инструкторы отмечали, что у него были сложности с некоторыми задачами, но это нормально для пилотов такого уровня, а пилотирование по основным приборам было, однако, превосходным. По оценке инструктора, Кеннеди мог бы выполнить полёт «вслепую», без видимого горизонта, хотя на 1 июля того же года ещё не был готов для этого. Также инструктор вспомнил, что Кеннеди как-то обмолвился, что хотел бы выполнить самостоятельно такой полёт.
Общий налёт Джона Кеннеди-младшего на день катастрофы составлял 310 часов, в том числе 55 часов ночью; самостоятельный налёт составлял около 72 часов. Преимущественно летал на Cessna 182, с мая 1999 года начал выполнять полёты и на приобретённом Piper Saratoga II. Непосредственно на «Саратоге» он налетал 36 часов, из которых 9,4 часа ночью; самостоятельный налёт — 3 часа, из которых 0,8 часа ночью, включая ночную посадку. За последние 15 месяцев из округа Эссекс (Нью-Джерси) на Мартас-Винъярд (Массачусетс) или обратно летал 35 раз, из которых 17 полётов выполнял самостоятельно, включая не менее 5 ночных полётов. Из полётов на Мартас-Винъярд с инструктором примерно 6 или 7 было выполнено ночью. Последний известный самостоятельный полёт выполнял 28 мая 1999 года.

## Катастрофа
16 июля 1999 года примерно в 13:00 Джон Кеннеди-младший прибыл в местный аэропорт Эссекс, который располагался в одноимённом округе у города Колдуэлл, и подтвердил местному диспетчеру, что намерен сегодня лететь на своём самолёте на остров Мартас-Винъярд, а оттуда в Хайаннис (оба Массачусетс). Далее Джон сказал, что прибудет в аэропорт примерно в 17:30—18:00, на что диспетчер передал, что борт N9253N будет припаркован снаружи ангара. На Мартас-Винъярд Кеннеди направлялся для того, чтобы присутствовать на свадьбе своей кузины Рори Кеннеди, а с ним летели его жена Кэролин Бессетт-Кеннеди (англ. Carolyn Bessette-Kennedy) и свояченица Лорен Бессетт (англ. Lauren Bessette). Свидетели, которые загружали самолёт, видели пилота с женщиной, при этом пилот был на костылях (Джон незадолго до этого получил травму). Закат был в 20:14, а в 20:34 уже в условиях сумерек борт N9253N связался с диспетчером руления и доложил: Саратога девять два пять три Новэмбер готовы к рулению к полосе… вылет в северо-восточном направлении. Диспетчер руления дал указание следовать к полосе № 22, что пилот подтвердил. В 20:38:32 Кеннеди перешёл на связь с диспетчером взлёта и посадки (Эссекс-башня) и доложил о готовности к взлёту. В 20:38:39 диспетчер дал это разрешение, получение которого пилот подтвердил в 20:38:43. Ещё через несколько секунд диспетчер спросил, не направляется ли самолёт в Тетерборо, на что ему ответили: Нет, сэр. На самом деле я направляюсь немного севернее… в восточном направлении. Тогда диспетчер дал пилоту право выполнять взлёт с подветренной стороны полосы, на что в 20:38:56 пилот сообщил о выполнении взлёта с полосы № 22. Это был последний радиообмен с бортом N9253N.
Согласно данным с радиолокаторов, в 20:40:59 на расстоянии около 1,6 километров к юго-западу от аэропорта вылета самолёт поднялся до высоты порядка 400 метров. Следуя по курсу 55°, самолёт на высоте 430 метров достиг реки Гудзон, находясь при этом в 12,8 километрах северо-западнее окружного аэропорта Вестчестер, что у города Уайт-Плейнса, после чего выполнил над рекой поворот в северном направлении и начал набор высоты. Пролетев так на север 9,6 километров, самолёт Кеннеди затем повернул на восток и, направляясь по курсу 100°, продолжал подниматься, пока в 9,6 километрах северо-западнее Вестчестера не достиг высоты 1680 метров. Сохраняя данную высоту, самолёт направился через Нью-Йорк прямо на Мартас-Винъярд. Береговую линию борт N9253N пересёк севернее Бриджпорта и теперь следовал параллельно берегу уже над водой, сохраняя высоту 1680 метров и курс 100°, пройдя при этом мыс Джудит (штат Род-Айленд).
В регионе уже стояла ночь (гражданские сумерки закончились в 20:47, навигационные в 21:28), а в западной части неба находился серп нарастающей луны, который давал примерно 19 % освещения. В 34 милях к западу от аэропорта назначения самолёт Кеннеди начал снижаться с приборной скоростью 307 км/ч и вертикальной скоростью 122—224 м/мин, а в 21:38 начал выполнять ещё и правый поворот на юг. На высоте 670 метров самолёт вдруг прекратил снижение и начал подниматься. Набор высоты длился 30 секунд, в течение которых был прекращён поворот, а скорость снизилась до 283 км/ч. В 21:39 самолёт занял высоту 760 метров, сохраняя которую пролетел в юго-восточном направлении в течение 50 секунд, после чего перешёл уже в левый поворот с набором высоты и поднялся до 790 метров. Затем, сохраняя левый поворот, самолёт перешёл в снижение с вертикальной скоростью 274 м/мин, пока курс не достиг восточного направления, после чего поворот был прекращён, хотя снижение от этого не замедлилось. Затем в 21:40:15 самолёт перешёл в крутой правый поворот, при этом теряя высоту всё быстрее. В 21:40:34 борт N9253N снижался уже с вертикальной скоростью 1432 м/мин или 24 м/с, когда на высоте 335 метров исчез с экранов радиолокаторов. Примерно в 21:41 на высокой скорости борт N9253N врезался в воду в точке с координатами 41°17′37″ с. ш. 70°58′39″ з. д. и полностью разрушился. Все три человека на его борту (Джон Кеннеди-младший, Кэролин Бессетт-Кеннеди и Лорен Бессетт) погибли.
Когда самолёт Джона Кеннеди-младшего не прибыл на Мартас-Винъярд, тут же были начаты его поиски, руководил которыми контр-адмирал Ричард М. Ларраби (англ. Richard M. Larrabee). Через 4 дня, 20 июля в 22:40 поисковые службы обнаружили обломки самолёта в четверти мили от его последнего радиолокационного контакта.

## Расследование
Комиссию по расследованию причин катастрофы возглавил бывший военный лётчик Джеймс Холл (англ. James Hall) (по другим данным — Роберт Пирс (англ. Robert Pearce)).
В ходе расследования было установлено, что в 18:30 перед полётом Джон Кеннеди-младший через Интернет получил из Тетерборо прогноз погоды, согласно которому на маршруте ожидалась видимость в районе 10-13 километров. Но согласно показаниям пилотов, которые находились близ маршрута полёта борта N9253N, над водой стояла дымка, которая существенно снижала видимость. Так, один из пилотов, который пролетал данный регион в 19:30, то есть до заката, заявил, что при полёте над сушей он хорошо видел ориентиры, но когда оказался над водой, то не смог даже различить линию горизонта. Ещё один пилот, который находился в районе происшествия, сообщил, что пока он находился на эшелоне FL140 (4250 метров), то видимость была неограниченной. Но в процессе снижения самолёт оказался в облаках, после чего огни Мартас-Винъярда исчезли, из-за чего пилот даже решил, что на острове случилась авария на электросети. Связавшись с аэропортом, он узнал, что находится менее чем в 8,04 километрах от него, но уже не мог увидеть аэропорт. При этом облака не освещались огнями самолёта, а потому были незаметны.

### Отчёт NTSB
6 июля 2000 года Национальный совет по безопасности на транспорте (NTSB) опубликовал окончательный отчёт расследования причин катастрофы самолёта Джона Кеннеди-младшего.
Согласно отчёту, причиной катастрофы стала банальная дезориентация пилота. Когда Джон Кеннеди-младший перед заходом на посадку начал выполнять поворот, то в процессе данного поворота из-за высокой продолжительности под действием центробежной силы произошло временное расстройство вестибулярного аппарата, чему способствовали условия полёта почти в полной темноте над водой и сквозь облака, из-за чего пилот не видел никаких внешних ориентиров. В результате пилот потерял чувство ориентации в пространстве и не понимал, где небо, а где вода, поэтому ошибочно сперва перевёл самолёт в набор высоты, а потом в снижение, при этом создавая сперва левый крен, а после всё увеличивающийся правый, пока правый крен вскоре не превысил 45°. Самолёт вошёл в крутой штопор, а дезориентированный пилот не успел понять показания приборов и вывести его из этого состояния, поэтому в 21:41 самолёт на высокой скорости врезался в океан.

## Последствия катастрофы
Гибель Джона Кеннеди-младшего вызвала широкий резонанс в обществе, который был сопоставим с резонансом, вызванным гибелью принцессы Дианы в 1997 году. По всей стране без какого-либо объявления начался траур. 19 июля, ещё до обнаружения обломков самолёта, президент США Билл Клинтон выступил с речью в честь Кеннеди. Заседание Сената США также началось с молитвы по погибшим. Свои соболезнования прислали и главы остальных государств, а Папа Римский Иоанн Павел II заявил, что будет молиться о семействе Кеннеди.
В то же время в прессу просочилась информация, что погибший пилот имел налёт всего 46 часов, а на день катастрофы его нога была в гипсе, из-за чего Кэролин Бессетт-Кеннеди даже пыталась отговорить мужа от полёта, но тот настоял на своём. Тем не менее родители Кэролин и Лорен Бессетт заявили, что не обвиняют зятя в случившемся.

## Культурные аспекты
- Намёк на катастрофу есть в сериале Гриффины в эпизоде Brian the Bachelor (7 серия 4 сезона).
- Катастрофа самолёта Джона Кеннеди-младшего показана в канадском телесериале Последние 24 часа.
- Канадский документальный телесериал Расследования авиакатастроф (14 сезон, серия Гибель Джона Кеннеди-младшего). Роли в ней исполнили:
  - Хармон Уолш (англ. Harmon Walsh) — Джон Кеннеди-младший
  - Линдси Фрейзер (англ. Lindsey Frazier) — Кэролин Бессетт-Кеннеди
  - Каролина Бартчак (англ. Carolina Bartczak) — Лорен Бессетт[8]
- Также катастрофа упоминается в книге И. А. Муромова «100 великих авиакатастроф» в главе Гибель Дж. Кеннеди-младшего на «Саратоге».

### Комментарии
1. ↑  Здесь и далее указано Североамериканское восточное время — EDT